# Eunidia flava
Eunidia flava är en skalbaggsart som beskrevs av Stefan von Breuning 1952. Eunidia flava ingår i släktet Eunidia och familjen långhorningar. Inga underarter finns listade i Catalogue of Life.